# Ambasada Rzeczypospolitej Polskiej w Baku

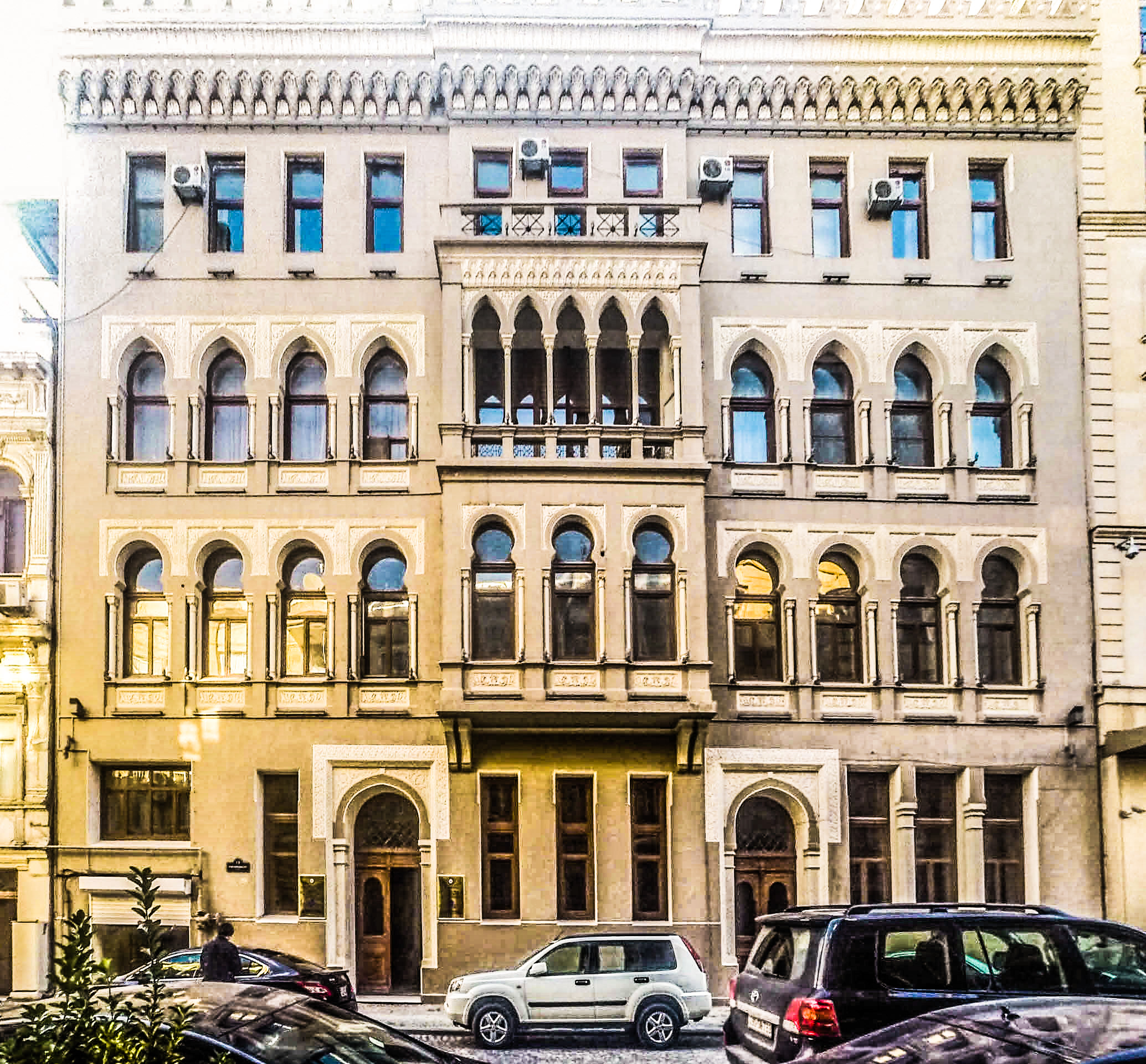
b. siedziba przedstawicielstwa konsularnego RP w Baku, w domu braci Rylskich przy ul. Policyjnej 11 (1917–1920)

Ambasada Rzeczypospolitej Polskiej w Baku (aze. Polşa Respublikasının Bakıdakı Səfirliyi) – polska misja dyplomatyczna w stolicy Azerbejdżanu.
Od zamknięcia ambasady w Aszchabadzie 31 lipca 2012 ambasador RP rezydujący w Baku akredytowany jest również w Turkmenistanie.

## Historia
W latach 1917–1920 funkcjonowało w Baku polskie przedstawicielstwo konsularne, de facto „placówka o charakterze konsularnym” lub „quasi-konsulat” z siedzibą w domu Rylskich z 1912 (proj. Józef Płoszko) przy ul. Policyjnej 11 (ул. Полицейская), ob. ul. Jusuf Mamedalijew (Yusif Məmmədəliyev küçəsi).
Polska nawiązała stosunki dyplomatyczne z Azerbejdżanem 21 lutego 1992, a z Turkmenistanem 29 września 1992. Ambasada została otwarta w 2001.